# Mateo Panduro y Villafañe
Mateo Panduro y Villafañe (Valderas, 29 de septiembre de 1646 - La Paz, 21 de marzo de 1722), religioso y catedrático español. Fue el decimocuarto y último Obispo de Popayán durante la casa de los Austria y el primero de la dinastía de los Borbones, además de ser posteriormente Obispo de La Paz.

## Biografía
Fray Mateo Panduro profesó en la orden de carmelitas calzados. Fue catedrático de primera en la Universidad de Salamanca y calificador de la suprema. Más tarde fue nombrado obispo de Popayán (Colombia) a lo que siguió un segundo nombramiento como obispo en la ciudad de La Paz (Bolivia), donde murió en 1722.
Desde América envió a un hermano que tenía sacerdote en Salamanca una gran suma de dinero en oro (13 arrobas, 13 libras, 10 onzas y 5 adarmes, (antiguo peso)) y algunas joyas para que se construyera en Valderas, su ciudad natal, un seminario, para la crianza y mejor educación de los hijos de ese pueblo, según sus propias palabras.